# Saint-Alyre-ès-Montagne

Saint-Alyre-ès-Montagne este o comună în departamentul Puy-de-Dôme, Franța. În 1 ianuarie 2022 avea o populație de 101 de locuitori.